# NGC 2612
NGC 2612 è una galassia lenticolare vista di taglio e situata nella costellazione dell'Idra, a una distanza di circa 92 milioni di anni luce dalla nostra Via Lattea.

## Scoperta
La galassia è stata scoperta il 14 febbraio 1836 dall'astronomo britannico John Herschel.